# Зв'язність Леві-Чивіти
В рімановій геометрії, зв'язністю Леві-Чивіти називається особлива афінна зв'язність на дотичному розшаруванні (псевдо)ріманового многовиду. Дана зв'язність не має кручень і узгоджується з (псевдо)рімановою метрикою. Для кожного (псевдо)ріманового многовиду існує єдина зв'язність Леві-Чивіти, що має багато важливих властивостей і є одним з основних об'єктів вивчення у рімановій геометрії. Названа на честь італійського математика Тулліо Леві-Чивіти.

## Визначення
Нехай g — псевдоріманова метрика класу {\displaystyle C^{k}} на гладкому многовиді M, тобто сім'я симетричних білінійних невироджених форм gx на дотичних просторах {\displaystyle T_{x}M}, таких, що для довільних векторних полів X і Y класу {\displaystyle C^{k}}, функція g(X,Y) належить до класу {\displaystyle C^{k}}. Сигнатура g є локально сталою величиною. Якщо білінійна форма gx є додатноозначеною в кожній точці x то g називається рімановою метрикою.
Нехай {\displaystyle \nabla } — афінна зв'язність, тобто оператор, що для довільних векторних полів X і Y класу {\displaystyle C^{k}} однозначно визначає векторне поле {\displaystyle \nabla _{X}Y} того ж класу, так що для {\displaystyle C^{k}}-поля {\displaystyle Z} і {\displaystyle C^{k}}-функції {\displaystyle f} виконуються умови:
{\displaystyle {\begin{aligned}&\nabla _{X}(Y+Z)=\nabla _{X}Y+\nabla _{X}Z\\&\nabla _{X+Y}Z=\nabla _{X}Z+\nabla _{Y}Z\\&\nabla _{X}(fY)=f\nabla _{X}Y+X(f)Y\\&\nabla _{fX}Y=f\nabla _{X}Y.\end{aligned}}}
Дана афінна зв'язність {\displaystyle \nabla }  називається зв'язністю Леві-Чивіти якщо вона додатково задовольняє умови :
1. {\displaystyle \nabla } є  зв'язністю без кручень, тобто її тензор кручення є нульовим: для всіх векторних полів {\displaystyle X} і {\displaystyle Y} відповідного класу,{\displaystyle \nabla _{X}Y-\nabla _{Y}X=[X,Y]} ;
2. {\displaystyle g} є паралельною: для всіх векторних полів {\displaystyle X}, {\displaystyle Y} і {\displaystyle Z} відповідного класу, справедливою є рівність :

Одним із найважливіших результатів ріманової геометрії є твердження про існування і єдиність зв'язності Леві-Чивіти для всіх (псевдо)ріманових многовидів.

### Доведення
- Єдиність : Припустимо існування зв'язності Леві-Чивіти і доведемо її єдиність. Нехай метрика g є паралельною для зв'язності Леві-Чивіти, для всіх векторних полів {\displaystyle X}, {\displaystyle Y} і {\displaystyle Z}, маємо :{\displaystyle X\cdot g(Y,Z)=g(\nabla _{X}Y,Z)+g(Y,\nabla _{X}Z)},{\displaystyle Y\cdot g(Z,X)=g(\nabla _{Y}Z,X)+g(Z,\nabla _{Y}X)},{\displaystyle Z\cdot g(X,Y)=g(\nabla _{Z}X,Y)+g(X,\nabla _{Z}Y)}.Додавши перші дві рівності і віднявши третю отримуємо :{\displaystyle X\cdot g(Y,Z)+Y\cdot g(Z,X)-Z\cdot g(X,Y)=g(\nabla _{X}Y+\nabla _{Y}X,Z)+g(\nabla _{X}Z-\nabla _{Z}X,Y)+g(\nabla _{Y}Z-\nabla _{Z}Y,X).}Зважаючи на відсутність кручень, цей вираз можна спростити :{\displaystyle 2g(\nabla _{X}Y,Z)=X\cdot g(Y,Z)+Y\cdot g(Z,X)-Z\cdot g(X,Y)+g([X,Y],Z)+g([Z,X],Y)-g([Y,Z],X)}.Зважаючи на невиродженість g, зв'язність {\displaystyle \nabla } є однозначно визначеною у всіх випадках.
- Існування : Для всіх векторних полів X і Y  на M визначимо векторне поле {\displaystyle \scriptstyle \nabla _{X}Y}, що є єдиним векторним полем на M, яке задовольняє вище отриману рівність :{\displaystyle 2g(\nabla _{X}Y,Z)=X\cdot g(Y,Z)+Y\cdot g(Z,X)-Z\cdot g(X,Y)+g([X,Y],Z)+g([Z,X],Y)-g([Y,Z],X)}.Тоді оператор {\displaystyle \nabla } є афінною зв'язністю. Справді, для всіх функцій f:{\displaystyle 2g(\nabla _{X}(fY),Z)=X\cdot g(fY,Z)+(fY)\cdot g(Z,X)-Z\cdot g(X,fY)+g([X,fY],Z)+g([Z,X],fY)-g([fY,Z],X)}{\displaystyle =df(X).g(Y,Z)-df(Z).g(X,Y)+df(X).g(Y,Z)+df(Z).g(X,Y)+f.2g(\nabla _{X}Y,Z)}{\displaystyle =2g(df(X).Y+f\nabla _{X}Y,Z)}{\displaystyle 2g(\nabla _{fX}Y,Z)=(fX)\cdot g(Y,Z)+Y\cdot g(Z,fX)-Z\cdot g(fX,Y)+g([fX,Y],Z)+g([Z,fX],Y)-g([Y,Z],fX)}{\displaystyle =df(Y).g(Z,X)-df(Z).g(X,Y)-df(Y).g(X,Z)+df(Z).g(X,Y)+f.2g(\nabla _{X}Y,Z)}{\displaystyle =2g(f\nabla _{X}Y,Z)}.{\displaystyle \nabla } є зв'язністю без кручень:{\displaystyle 2g(\nabla _{X}Y-\nabla _{Y}X,Z)=X\cdot g(Y,Z)+Y\cdot g(Z,X)-Z\cdot g(X,Y)+g([X,Y],Z)+g([Z,X],Y)-g([Y,Z],X)}{\displaystyle -Y\cdot g(X,Z)-X\cdot g(Z,Y)+Z\cdot g(Y,X)-g([Y,X],Z)-g([Z,Y],X)+g([X,Z],Y)}{\displaystyle =2g([X,Y],Z)}.Нарешті, g є паралельною метрикою для {\displaystyle \nabla }:{\displaystyle 2g(\nabla _{X}Y,Z)+2g(Y,\nabla _{X}Z)=X\cdot g(Y,Z)+Y\cdot g(Z,X)-Z\cdot g(X,Y)+g([X,Y],Z)+g([Z,X],Y)-g([Y,Z],X)}{\displaystyle +X\cdot g(Z,Y)+Z\cdot g(Y,X)-Y\cdot g(X,Z)+g([X,Z],Y)+g([Y,X],Z)-g([Z,Y],X)}{\displaystyle =2X\cdot g(Y,Z)}.Тобто {\displaystyle \nabla } задовольняє всі умови з визначення зв'язності Леві-Чивіти.

## Запис в локальних координатах
Розглянемо тепер локальні координати {\displaystyle x_{1}\ldots x_{n}} у рімановому многовиді і відповідний локальний базис у дотичних просторах {\displaystyle e_{i}={\frac {\partial }{\partial x_{i}}}} . 
Позначимо {\displaystyle g_{ij}=g(e_{i},e_{j})} компоненти метричного тензора g в цьому локальному базисі. Визначені властивості  зв'язності Леві-Чивіти можна подати через символи Крістоффеля {\displaystyle \Gamma _{ij}^{k}}, що визначаються з рівностей  :
{\displaystyle \nabla _{e_{i}}e_{j}=\sum _{k=1}^{n}\Gamma _{ij}^{k}e_{k}}
Символи Крістофеля для                                                             :
{\displaystyle \Gamma _{ij}^{k}={\frac {1}{2}}\sum _{m=1}^{n}g^{km}\left({\frac {\partial g_{mi}}{\partial x^{j}}}+{\frac {\partial g_{mj}}{\partial x^{i}}}-{\frac {\partial g_{ij}}{\partial x^{m}}}\right).}
де {\displaystyle g^{km}} є відповідними елементами матриці оберненої до матриці {\displaystyle g_{ij}}.